# (73524) 2003 MO6
2003 أم أو 6 (ويعرف أيضًا باسم (73524) 2003 أم أو 6 وفق تسمية الكوكب الصغير) (بالإنجليزية: 2003 MO6)‏ هو كويكب ضمن حزام الكويكبات؛ وترتيبه 73524 من حيث الاكتشاف.
اكتُشف هذا الجُرم الفلكي بواسطة بحث لنكولن عن الكويكبات القريبة من الأرض في 26 يونيو 2003.

## وصلات خارجية
- (73524) 2003 MO6 في قاعدة بيانات مختبر الدفع النفاث لأجرام النظام الشمسي الصغيرة

- الاكتشاف · مخطط المدار ·  العناصر المدارية · المعلمات المادية

- (73524) 2003 MO6 على موقع ويكي سكاي: DSS2, SDSS, GALEX, IRAS, Hydrogen α, X-Ray, Astrophoto, Sky Map, Articles and images